# 선더돔 스타디움

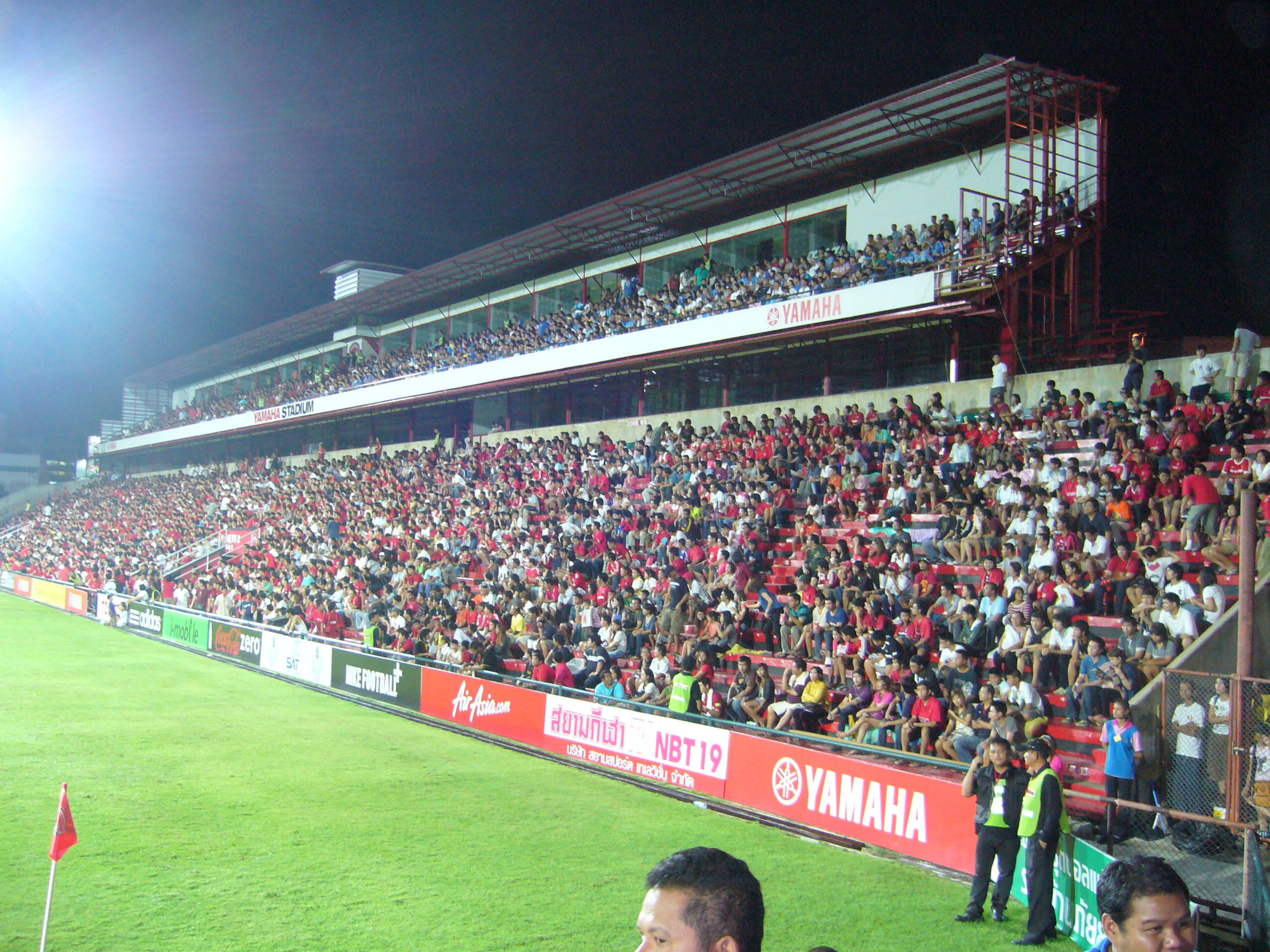
경기장 내부

선더돔 스타디움(태국어: ธันเดอร์โดมสเตเดียม, 영어: Thunderdome Stadium)은 태국 논타부리주 선더돔 스포츠 컴플렉스에 있는 축구 전용 경기장으로 타이 프리미어리그 무앙통 유나이티드의 홈 구장이다. 태국 최초의 축구 전용 경기장으로 건설되었으며, 좌석 수는 17,500 석, 수용인원은 25,000여 명이다.
원래 이름은 선더돔 스타디움이지만, 2009년에 명명권 인수를 통해 야마하 스타디움으로 명칭이 변경되었다. 2012년 2월 SCG 그룹이 6억 바트로 명명권을 취득하고 SCG 경기장으로 변경되었고, 2020년 2월에 계약 만료와 함께 원래 이름으로 회귀했다.
2012년 11월 28일 PSY의 콘서트가 이곳에서 열리는 등, 축구 경기 뿐 아니라 공연장으로도 사용되고 있다.

## 기록

### 2012 아시안 드림컵
| 날짜            | 팀 1          | 스코어 | 팀 2        | 라운드 |
| --------------- | ------------- | ------ | ----------- | ------ |
| 2012년 5월 23일 | 박지성 프렌즈 | 2 - 4  | 타이 올스타 |        |

## 참고
1. ↑  “‘Gangnam Style’ Psy to play concert at SCG Stadium Nov. 28”. Coconuts Bangkok. 2012년 11월 20일. 2012년 11월 29일에 원본 문서에서 보존된 문서. 2013년 4월 5일에 확인함.